# Centre sismologique euro-méditerranéen
 (octobre 2014).
Si vous disposez d'ouvrages ou d'articles de référence ou si vous connaissez des sites web de qualité traitant du thème abordé ici, merci de compléter l'article en donnant les références utiles à sa vérifiabilité et en les liant à la section « Notes et références ».
Le Centre Sismologique Euro-Méditerranéen ou CSEM est une ONG scientifique à but non lucratif  (association loi de 1901). Il compte 85 membres (instituts sismologiques) dans 55 pays.

## Historique
Le CSEM (Centre Sismologique Euro-Méditerranéen) a été fondé en 1975, à la suite d'une recommandation de l’ESC (European Seismological Commission), une des commissions de la International Association of Seismology and Physics of the Earth's Interior (IASPEI), elle-même association spécialisée de la International Union of Geodesy and Geophysics (IUGG).
La région euro-méditerranéenne présente une activité sismique potentiellement dangereuse. Afin d’évaluer les effets des séismes, il était nécessaire qu'un organisme scientifique collecte les données sismologiques au plus proche du temps réel.
Le Centre a démarré son activité au sein de l'Institut de Physique du Globe de Strasbourg (IPGS) le 1er janvier 1976 et officiellement reçu des statuts en 1983. Elle consiste dans la collecte des données des stations sismiques (plus de 3000) des pays de la région (de l’Islande au Yémen) via les réseaux nationaux sismologiques. L'activité des membres du CSEM est en outre consacrée à la promotion de la recherche en sismologie.
Le CSEM a entrepris une évolution majeure en 1993. Les statuts ont été modifiés consécutivement à une assemblée extraordinaire, qui s'est tenue à Rome le 13 décembre 1993. Le siège du CSEM a été déplacé au sein du Laboratoire de Détection et de Géophysique (LDG) du Commissariat à l'Energie Atomique (CEA) à Bruyères-le-Châtel (Essonne, France).
En 1987, le CSEM a été chargé par le Conseil de l'Europe (CoE) pour fournir à ce dernier des alertes sismiques dans le cadre de l'Accord partiel ouvert (OPA) sur la prévention, la protection et d'organisation des secours en cas de catastrophes majeurs.

## Objectifs
Les principaux objectifs du CSEM sont :
- Pour les données en temps réel, maintenir et faire fonctionner un système de déterminations rapides des épicentres européens et méditerranéens (déterminations pour les tremblements de terre majeurs dans un délai de l'ordre d'une heure). Le CSEM est responsable de la transmission immédiate de ces résultats aux autorités internationales appropriées et aux membres, pour satisfaire aux besoins de la protection civile, aux nécessités scientifiques et à l'information générale.
- Pour la collecte exhaustive des données, déterminer les paramètres principaux (épicentre, profondeur, magnitudes...) des séismes localisés dans la région euro-méditerranéenne, avec un nombre suffisant de données et diffuser les résultats correspondants (Bulletin Euro-Med).
- Mettre à la disposition des autres centres de données internationaux, régionaux et nationaux (tels que l'International Seismological Centre, le National Earthquake Information Service des États-Unis, etc.) ses données.
- Assurer le fonctionnement d'une banque européenne de données sismologiques ;
- Promouvoir l'amélioration des systèmes d'observation dans la région euro-méditerranéenne par l'examen critique de la couverture sismologique et suggérer des méthodes pour améliorer la qualité des observations et de leur transmission.
- Favoriser la coopération scientifique entre pays européens et méditerranéens en matière de recherche sur les tremblements de terre et développer certaines études d'intérêt général : méthodes de déterminations épicentrales, établissement de courbes de propagation locales et régionales, détermination de magnitudes...

## Évolutions dues aux nouvelles technologies
Le CSEM s’appuie, outre le recueil traditionnel des données des stations sismiques, sur les témoins des séismes, les premiers informés et les premiers concernés par les tremblements de terre, et sur des technologies Internet et mobiles pour collecter rapidement des informations sur leurs effets. Les témoins sont invités à remplir un questionnaire en ligne disponible en 33 langues et partager leurs photos via le site Internet.
Les zones fortement endommagées peuvent être cartographiées grâce aux fermetures de sessions Internet qu’elles engendrent. En effet, dans ce cas, les visiteurs en provenance de la région affectée sont instantanément déconnectés au moment du séisme. C’est aujourd’hui le moyen le plus rapide de collecte d’information sur les dégâts causés par un séisme.
Cette méthode, appelée Flash-Sourcing, est peu coûteuse et facile à implémenter. Son nom reflète les idées de « flash crowd » (augmentation de trafic sur un site web) et de « crowd sourcing » (travail fait par un groupe de personnes). Cette technique accélère et améliore la communication publique sur les tremblements de Terre en complétant les informations classiques de magnitude et de localisation par une description des effets du séisme. Le Flash-Sourcing peut aussi, au moins dans certains cas, identifier en temps réel les régions fortement affectées et contribuer ainsi à améliorer l’efficacité des opérations de secours.
Le CSEM offre un service d’information sismique en temps réel sur son site Internet et au travers de son service de notification par courriel. 
Le CSEM étant un organisme international, ses informations sont diffusées en anglais.
Ces initiatives font partie du projet de sismologie citoyenne, qui vise à impliquer les citoyens pour améliorer l’information et la communication sur les séismes.
En effet, le CSEM s'investit de plus en plus dans des projets de science citoyenne. En 2019, un premier projet de science sismo-citoyenne est mis en place en Haïti, avec la collaboration d'acteurs locaux tel que l'Université d'Etat de Haïti . L’objectif de ce dernier est d’installer des sismomètres "Raspberry Shake" peu couteux chez des citoyens haïtiens volontaires. Le projet se décompose en deux intérêts essentiels : compléter le réseau sismique en récoltant des données sur les séismes locaux et évaluer l’effet de ces sismomètres sur la perception du risque et l’intérêt scientifique que peut susciter ce phénomène pour le citoyen hébergeur et sa communauté. Cette démarche a permis d'enregistrer le séisme du 14 août 2021 et ses répliques dans la péninsule de Tiburon. Renouvelé en 2022, et financé par l'Agence Nationale de la recherche, le projet prend le nom d'OSMOSE. OSMOSE vise à déterminer si, et comment, la diffusion des connaissances sur les tremblements de terre, en plaçant les citoyens et les communautés au cœur du mécanisme de production de l'information scientifique, peut améliorer la prise de conscience des risques et promouvoir les initiatives de protection à la base.

## Projets transnationaux
Le CSEM intervient dans différents projets sismologiques internationaux ou européens :
- ARISE2
- ARISTOTLE
- CARISMAND
- ENVRIplus
- EPOS-IP
- IMPROVER
- MARsite
- NERA
- OSMOSE
- REAKT
- RELEMR
- SIGMA
- VERCE

## Identité visuelle

Évolution du logotype
Logotype avant 2009.
Logotype entre 2009 et 2014.
Logotype depuis 2014.

## Publications
- Hough, S. E., Martin, S. S., Gahalaut, V., Joshi, A., Landes, M., & Bossu, R. (2016). A comparison of observed and predicted ground motions from the 2015 MW7. 8 Gorkha, Nepal, earthquake. Natural Hazards, 1-24.

- R. Bossu, M. Laurin, G. Mazet-Roux, F. Roussel and R. Steed. The importance of smartphones as public earthquake information tools and tools for the rapid engagement with eyewitnesses: a case study of the 2015 Nepal earthquake sequence. Seismological Research Letters (November 2015), 86(6), pp. 1587-1592 doi: 10.1785/0220150147

- Bossu, R., Mazet-Roux, G., Roussel, F., Steed, R. and Etivant C. The EMSC tools used to detect and diagnose the impact of global earthquakes from direct and indirect eyewitnesses’ contributions. ISCRAM 2015 conference proceedings. http://iscram2015.uia.no/wp-content/uploads/2015/05/8-9.pdf (last accessed August 2015).

- R. Bossu, S. Lefebvre, Y. Cansi, and G. Mazet‐Roux, Characterization of the 2011 Mineral, Virginia, Earthquake Effects and Epicenter from Website Traffic Analysis. Seism. Res. Letter, January/February 2014

- R. Bossu and P. S. Earle, 2011. On the use of the Internet to collect earthquake information. Annals Geophysics, Vol. 54 (6), 2011, pp. 672

- R. Bossu, Gilles, S., Mazet-Roux, G., Roussel, F., Frobert L. and L. Kamb. 2011 Flash sourcing, or the rapid detection and characterization of earthquake effects through website traffic analysis. Annals Geophysics Vol. 54 (6), pp. 716-727

- Guest Editor with Paul Earle (USGS) for the Special section “Citizen Empowered Seismology”, Annals of Geophysics, Vol. 54 (6), 2011 pp. 671-747

- Bossu, R., Steed, R. Mazet-Roux, G., Roussel, F., and Etivant C. (2015a) The key role of eyewitnesses in rapid impact assessment of global earthquakes. Earthquakes and their impact on society. Editor: S. D’Amico, Springer Natural Hazards (in press)

- R. Bossu, S. Gilles, G. Mazet-Roux. and F. Roussel. Citizen Seismology or How to Involve the Public in Earthquake Response in Comparative Emergency Management: Examining Global and Regional Responses to Disasters. Editors: D. M.  Miller and J. Rivera. Auerbach/Taylor and Francis Publishers. Pp. 237-259 2011

- R. Bossu, B. Feignier and J. Guilbert. La sismologie au XXIe siècle. In press

- Face aux crises, courage changeons. Confiance et solidarité : les conditions de réussite en gestion de crise. 2013. Fondation nationale Entreprise et Performance (FNEP). La documentation Française pp. 168

- R. Bossu Les applications smartphones comme outils de réduction du risque sismique. Préventiques. 145 pp. 30-31 March 2016

- R. Bossu Des séismes détectés en temps réel. Juin 2015, Face au Risque 514 16-18

- Interview. Dompter l’indomptable. Cahier de réflexion des maires francophones. www.aimf.fr May 2014. pp. 32-37

- R. Bossu. Internet, réseaux sociaux un outil efficace dans la gestion de crises Le cercle des Echos 2014

- R. Bossu, Internet, réseaux sociaux et gestion de crises, Décembre 2013, Face au Risque. 498. 21-23

- R. Bossu, Vers une sismologie citoyenne ? November 2013, Face au risque, (English version of this article: "Toward citizen seismology")

- R. Bossu. Caractérisation de l’impact des séismes: le rôle des internautes. Lettre d’Information sur les Risques et Crises, Vol. 9. Institut National des Hautes Etudes de la Sécurité et de la Justice. Janvier 2010, pp.4-5

- R. Bossu and A. Walker. New tools for alerts and capturing immediate effects of rapid-onset events across Europe. Chemical Hazards and Poisons report, Health Protection Agency, April 2009, Issue 14, pp. 35-37 http://www.hpa.org.uk/web/HPAwebFile/HPAweb_C/1242717232594

- R. Bossu, Douet, V., Godey, S. Mazet-Roux, G. and Rives, S., On the use of Internet to rapidly collect earthquake impact information, EMSC Newsletter 22, pp. 31-34, May 2007